# Estall
Estall es un lugar despoblado situado dentro del municipio de Viacamp y Litera a 6 kilómetros, en la comarca de La Ribagorza, provincia de Huesca, Aragón España.

## Urbanismo
La población llegó a contar con hasta 14 casas que se ubicaban en torno a una sola calle que desembocaba en la plaza de la iglesia de Santa María.

## Historia
Se tiene poca información sobre el núcleo pero sí que fue un señorío secular, dependiente hasta el siglo XIX de Seo de Urgel y posteriormente de la Diócesis de Lérida. 
Formó una entidad independiente llamada Estall y la Cerulla junto con La Cerulla, que a su vez estaba compuesto de seis mases hasta que en 1845 pasó a depender del municipio de Viacamp-Litera.

## Demografía
Llegó a contar con censos superiores a 100 habitantes pero el inicio de la industrialización inició el éxodo rural en la población y la posterior realización del embalse de Canelles cortó los caminos de comunicación con el lado catalán, dificultando más aún el modo de vida.
En 1980 contaba con 3 habitantes y desde el 1974 hasta el 2003 su único habitante fue Santiago Pena Capdevila, conocido como "Santiago de L'Estall", quien se negó a abandonar la población, siendo galardonado posteriormente con el primer premio Felix de Azara por la Diputación Provincial de Huesca en su primera edición en el 1996. Finalmente se trasladó a una residencia de ancianos en Benabarre en el 2003. Desde entonces está despoblado.

## Patrimonio

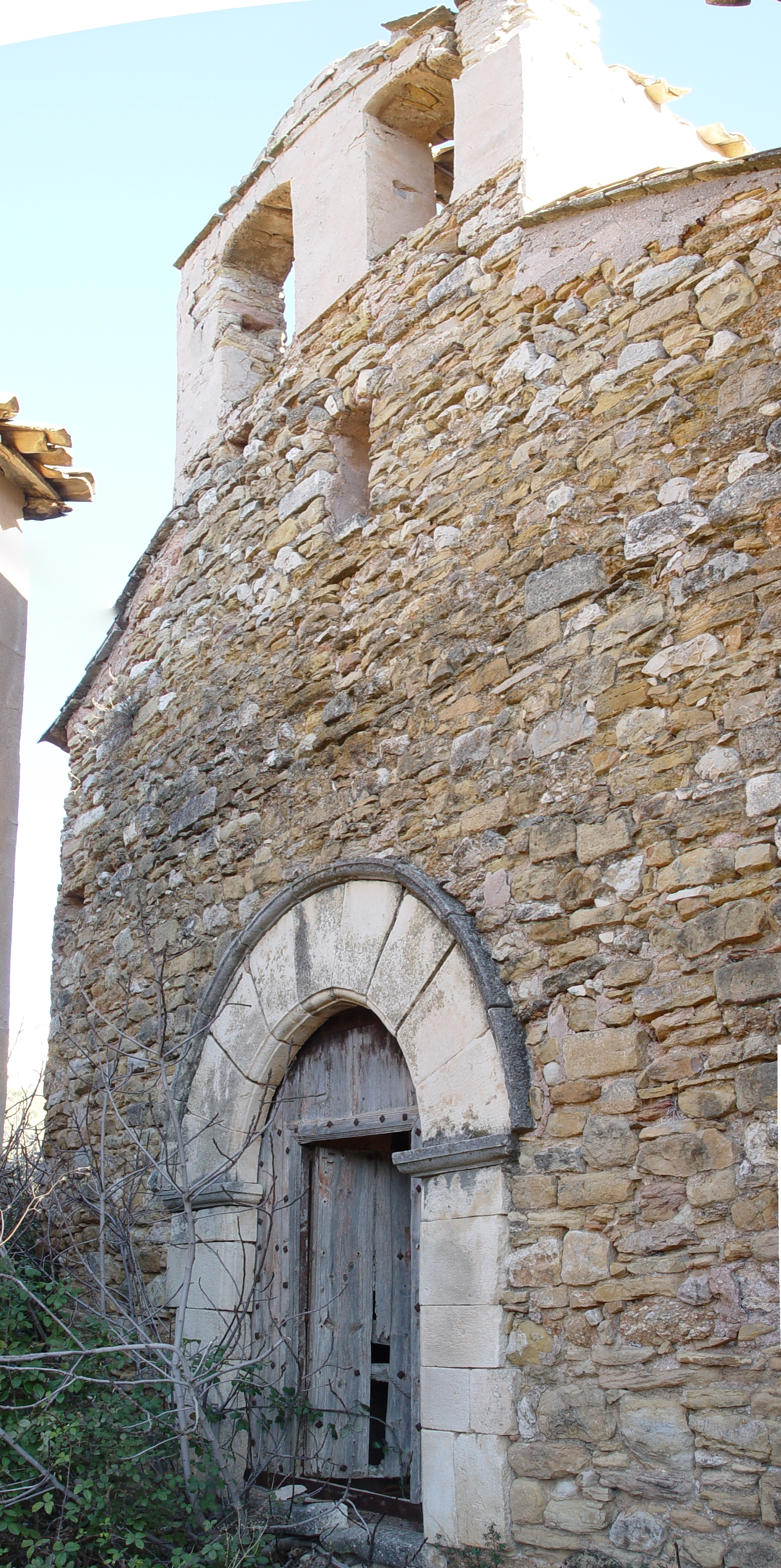
Acceso a la Iglesia de Santa María.

### Patrimonio religioso
- Iglesia de Santa María, de origen románico aunque sufrió una gran cantidad de reformas por lo que su estilo visual no encaja con el original sino del siglo XVII.[7] Es un templo de una sola nave con  ábside semicircular con capillas laterales como añadidos posteriores, estando en una de ellas unas pinturas murales datadas del 1866. El acceso se encuentra bajo una puerta dovelada en el muro norte bajo el cual se puede ver una espadaña de doble ojo.[8]
- Ermita de San Antonio de Padua, posiblemente se trate de un templo de tradición románica pero reconstruido ya que [9]la hoja de la puerta de la capilla consta la fecha de 1904 y encaja con el estilo constructivo. Es un pequeño templo de planta rectangular cubierta con bóveda en artesa, una cabecera ligeramente redondeada cubierta con bóveda nervada y precedida por un arco rebajado que la separa de la nave. La puerta de acceso se encuentra a los pies, sobre la cual cuenta con una pequeña espadaña de un solo ojo. Era el antiguo templo de los habitantes de las masías que conformaban el término de La Cerulla.[3]

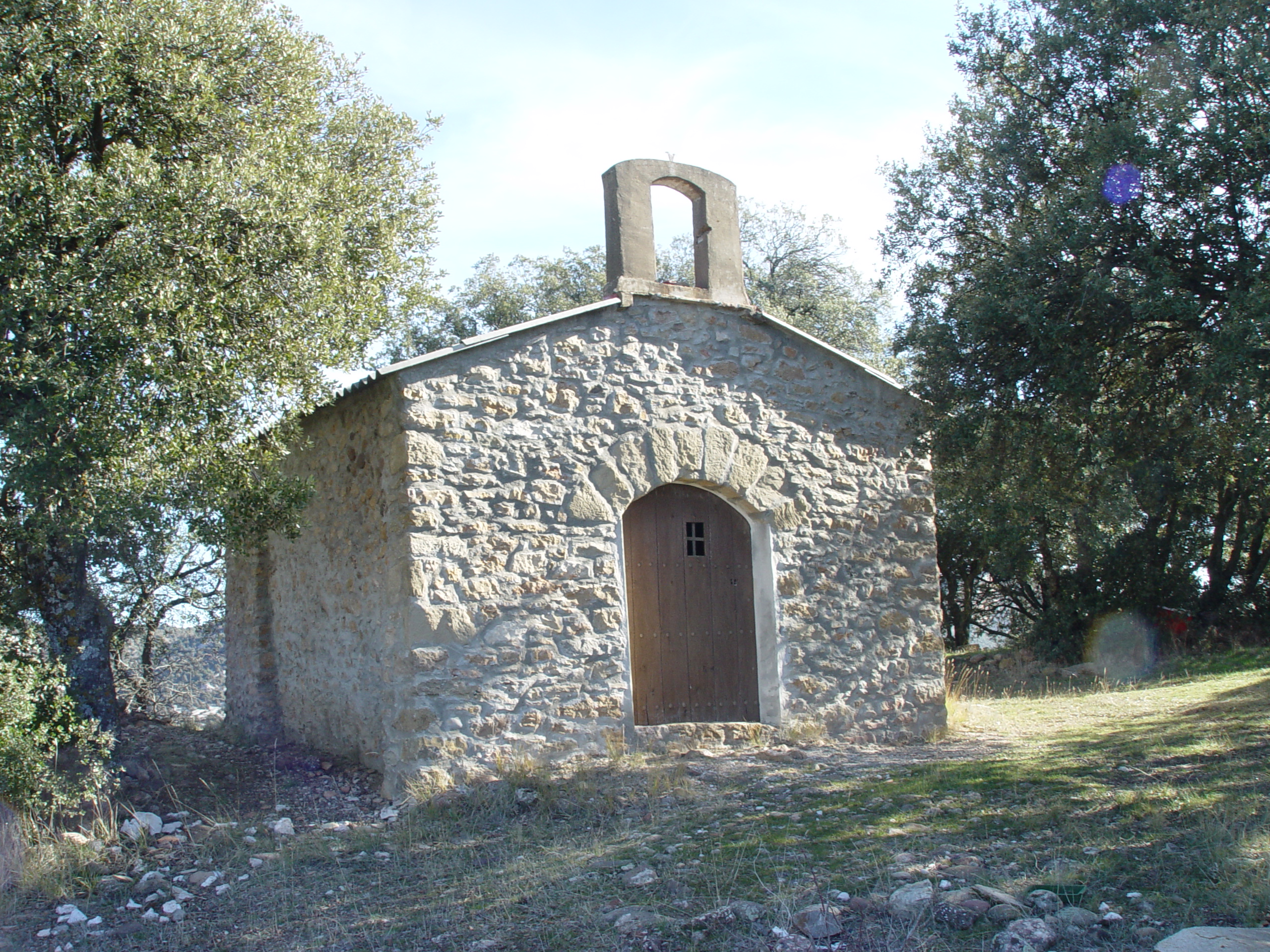
Vista exterior de la ermita de San Antonio de Padua de La Cerulla

## Cultura
Las fiestas mayores de la población se celebraban el 13 de junio, cuando tanto los habitantes de Estall y de las masías cercanas realizaban una romería hasta la ermita de San Antonio de Padua por la mañana y por la tarde se realizaba una fogata en la era cercana llamada Mas de Perepiqué, debido a la cercanía a una de las masías de mismo nombre y donde las familias asaban la comida que traían consigo.

## En la cultura popular
- El pueblo adquirió fama en el 1994 tras la publicación de un documental en el programa 30 minuts de la cadena TV3 en el cual el último habitante Santiago Pena Capdevila contaba su modo de vida y el pasado del pueblo.[5]